# Zwemofficial

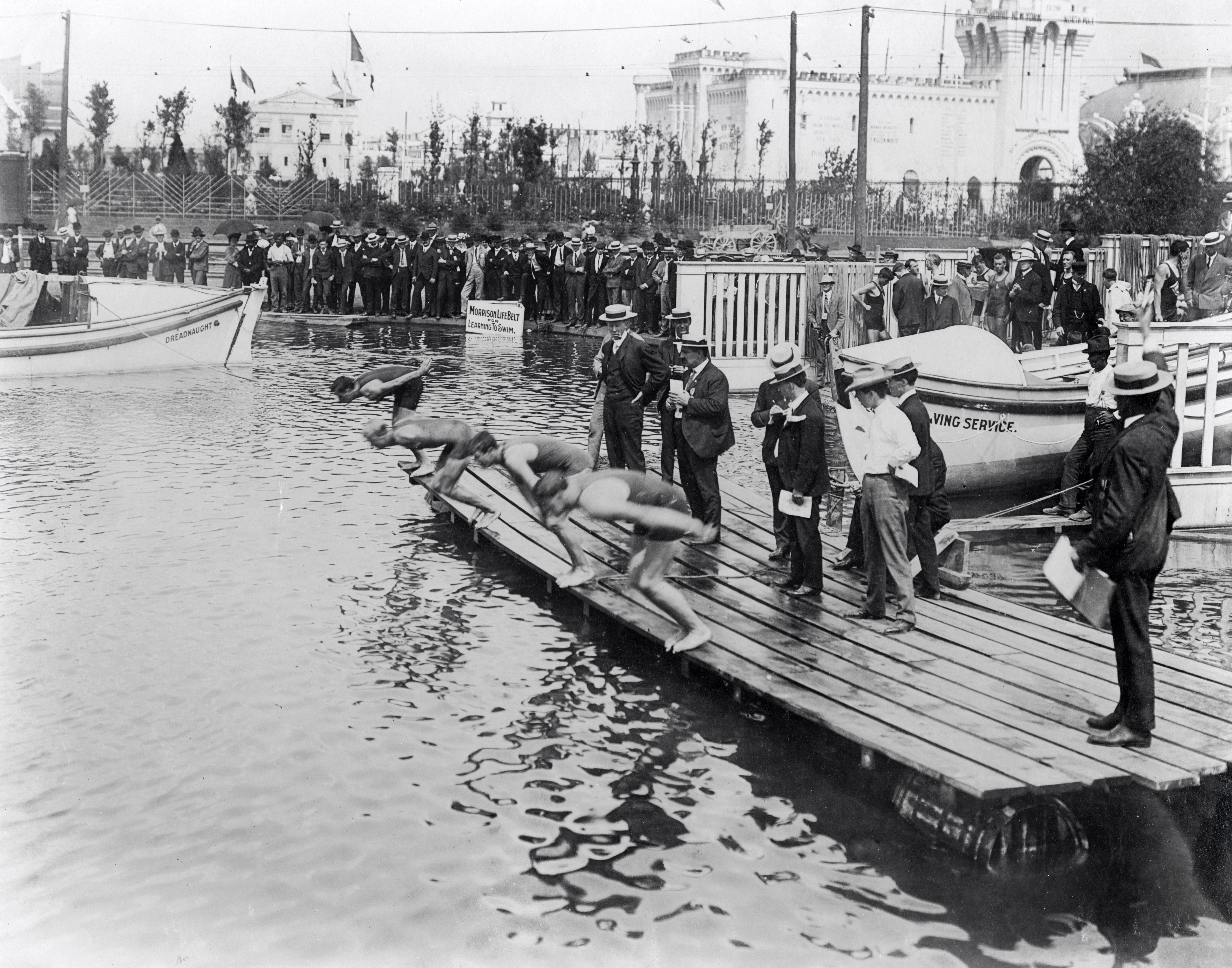
Zwemofficials in 1904

Een zwemofficial is een functionaris die samen met anderen bij een zwemwedstrijd verantwoordelijk is voor een goed verloop ervan. De zwemofficials staan onder leiding van de scheidsrechter en krijgen ieder van hem een taak aangewezen.
Voor de wedstrijd zit de scheidsrechter de juryvergadering voor en controleert hij of zij de handklokken. Tijdens de juryvergadering worden alle gebruikte zwemslagen doorgenomen samen met hun keerpunten.

## Wedstrijdtaken
Officials zijn er in veel verschillende bevoegdheden. Deze zijn allemaal nodig om een wedstrijd in goede banen te leiden. De bevoegdheid wordt aangeduid met een nummer of een letter. Deze aanduidingen tellen op. Een ervaren tijdwaarnemer (3) die de opleiding tot starter (2) en jurysecretaris (J) doet, krijgt dan bijvoorbeeld de bevoegdheid 23J. Uitzonderingen hierop zijn de bevoegdheid 4 die na behalen van bevoegdheid 3 niet meer vermeld wordt, en de bevoegdheid K die na behalen van bevoegdheid 1 niet meer vermeld wordt. Met andere woorden, de hoogst mogelijk zwemofficial heeft de aanduiding 123J.

### Scheidsrechter (1)
Tijdens de gehele wedstrijd heeft de scheidsrechter de leiding. Wanneer de scheidsrechter tijdens de wedstrijd tijdelijk niet langs de badrand staat, wordt deze functie door een van de kamprechters overgenomen.
Taken van de scheidsrechter omvatten onder andere het leiden van de start, het controleren van de door de jurysecretaris opgestelde uitslagen en het oplossen van allerlei problemen die zich kunnen voordoen tijdens een wedstrijd. De scheidsrechter is het aanspreekpunt voor coaches en zwemmers en heeft de eindverantwoordelijkheid.
Bij de meeste wedstrijden is er één scheidsrechter aanwezig. Bij grote wedstrijden worden er wel eens twee scheidsrechters aangesteld, waarbij een van hen aangeduid wordt met hoofdscheidsrechter. Deze wisselen elkaar dan af aan het bad, maar de hoofdscheidsrechter blijft eindverantwoordelijk.
Om de bevoegdheid 1 te behalen, heeft men een hoop ervaring nodig. De opleiding tot 1 duurt twee jaar en vooraf dient de kandidaat reeds te beschikken over de bevoegdheden 3, J en K.

### Starter (2)
Tijdens de start fluit de scheidsrechter de zwemmers op het startblok (of stuurt ze met een langgerekt fluitsignaal in het water bij de rugslag). Daarna neemt de starter het over, die ze met een op uw plaatsen (of in het Engels take your marks) op de start voorbereidt. Vanaf dat moment mogen de zwemmers niet meer bewegen tot het startsignaal is gegeven. Wanneer een van de zwemmers toch voortijdig beweegt, leidt dit tot een valse start, wat door de starter geregistreerd wordt.
Bij de meeste wedstrijden is er één starter aanwezig. Bij grote, lange wedstrijden worden er regelmatig twee starters aangesteld waarbij de ene starter de damesnummers start, en de andere de herennummers.
Voor de opleiding tot starter zijn geen andere bevoegdheden nodig. Starters dienen te beschikken over een geschikte, harde stem en ten minste 16 jaar oud te zijn.

### Kamprechter (K)
Doorgaans zijn er bij een wedstrijd twee kamprechters, aan elke zijde van het bad een. Bij een 50 meterbad zijn er aan elke kant twee kamprechters. Tijdens het zwemmen beoordeelt de kamprechter de zwemslagen en de keerpunten. Hiertoe loopt de kamprechter langs de rand van het bad zoveel mogelijk met de zwemmers mee. De tweede taak van de kamprechter is het noteren van de aankomstvolgorde van de zwemmers.
Daarnaast is een van beide kamprechters de rechterhand van de scheidsrechter en vervangt hem of haar bij drukte, afwezigheid of op verzoek. Op dat moment is de kamprechter de plaatsvervangend scheidsrechter en is hij of zij verantwoordelijk voor de starts die onder zijn of haar commando zijn weggefloten.
Bij wedstrijden op lager niveau mag een kamprechter als scheidsrechter fungeren. Kamprechter wordt, in de rol van verlengstuk en assistent van de scheidsrechter, vaak gezien als tussenstap in de weg naar scheidsrechter.
Voor de opleiding tot kamprechter dient de official reeds de bevoegdheden 3 en J te bezitten.

### Tijdwaarnemer (4 of 3)
De tijdwaarnemer neemt de tijd op van de start tot de finish. Daarom is er voor elke zwembaan een eigen tijdwaarnemer. Wanneer de wedstrijd met elektronische tijdwaarneming werkt, neemt de tijdwaarnemer de tijd op met de digitale handklok, en geeft met de back-upknop aan wanneer de zwemmer het eind- of keerpunt aantikt.
Wanneer er meer dan twee banen worden afgelegd, beoordeelt de tijdwaarnemer, net als de keerpuntcommissaris, ook de keerpunten.
Iedereen ouder dan 16 jaar kan de opleiding tot tijdwaarnemer volgen. In deze opleiding wordt men tegelijkertijd opgeleid tot keerpuntcommissaris. Een beginnende, of niet vaak fungerende tijdwaarnemer heeft de bevoegdheid 4. Als de tijdwaarnemer meer ervaren raakt en vaak fungeert, kan deze bevorderd worden naar bevoegdheid 3. Deze bevoegdheid, in combinatie met de bevoegdheid voor jurysecretaris, maakt de weg vrij naar kamprechter/scheidsrechter en geeft de bevoegdheid om op grote wedstrijden zoals de Nederlandse Kampioenschappen te fungeren.

### Keerpuntcommissaris (4 of 3)
De keerpuntcommissaris beoordeelt in principe de laatste slag voor het keerpunt, de gehele keerpunthandeling, en de eerste slag na het keerpunt. Wanneer de keerpuntcommissaris (of de tijdwaarnemer, die aan de andere kant van het bad dezelfde functie heeft) iets niet-reglementairs ziet, wordt aan de scheidsrechter een voorstel tot diskwalificatie gerapporteerd.
Het is gebruikelijk dat officials met de functie tijdwaarnemer/keerpuntcommissaris halverwege een wedstrijd omdraaien, zodat men de helft van de wedstrijd fungeert als tijdwaarnemer en de helft als keerpuntcommissaris.

### Jurysecretaris (J)
De jurysecretaris krijgt de geklokte tijden van de tijdwaarnemers en de door de kamprechters opgestelde volgorde van aankomst binnen. De jurysecretaris vergelijkt dan de aankomstvolgorden en stelt een definitieve volgorde vast. Daarna vergelijkt deze die met de geklokte tijden om te kijken of de tijden binnen deze volgorde van aankomst passen. Wanneer de opgenomen tijden een andere volgorde aangeven dan de uitslag van de kamprechters, worden deze tijden gemiddeld. Ook verwerkt de jurysecretaris voor aanvang van de wedstrijd de afmeldingen en tijdens de wedstrijd de diskwalificaties.
De uitslag die gemaakt is door de jurysecretaris moet altijd door de scheidsrechter worden afgetekend. Meestal zijn er bij een wedstrijd twee jurysecretarissen aanwezig, maar bij kleinere wedstrijden of wedstrijden op een lager niveau is er vaak maar één jurysecretaris.
Voor de opleiding voor jurysecretaris is geen andere bevoegdheid vereist, behalve de minimumleeftijd van 16 jaar.

## Cursus in Nederland
Voor de verschillende taken worden door de KNZB cursussen gegeven. Wanneer een bepaald onderdeel door middel van een examen is behaald, mag een official die taak bij de wedstrijden uitvoeren. Over het algemeen volgt men eerst de cursus tijdwaarnemer, waarbij de verschillende zwemslagen en keerpunten worden behandeld, samen met het opnemen van de tijd met een digitale handklok. Als vervolgcursus kan dan de opleiding tot jurylid of kamprechter, starter en uiteindelijk scheidsrechter worden gevolgd.